# Donja Batina (Konjščina)
Donja Batina is een plaats in de gemeente Konjščina in de Kroatische provincie Krapina-Zagorje. De plaats telt 107 inwoners (2001).